# Ђенга
Ђенга (итал. Genga) насеље је у Италији у округу Анкона, региону Марке.
Према процени из 2011. у насељу је живело 108 становника. Насеље се налази на надморској висини од 303 м.

## Становништво
| 1936. | 1951. | 1961. | 1971. | 1981. | 1991. | 2001. | 2011. |
| ----- | ----- | ----- | ----- | ----- | ----- | ----- | ----- |
| 4.670 | 4.592 | 3.180 | 2.498 | 2.166 | 1.984 | 1.981 | 1.875 |